# Schellergrund
De Schellergrund is een klein park in de Duitse stad Görlitz en aan de oostrand van de wijk Südstadt. Het parkje aan de westzijde van de Neisse is een deel van het Weinbergpark.
Het kleine park bevindt zich tussen de spoorlijn Görlitz-Zittau en de bierbrouwerij Landskron. Het gebied had een deel van de brouwerij moeten worden, maar is onbebouwd gebleven. De toenmalige directeur van de brouwerij Theodor Scheller heeft er een park laten aanleggen dat naar hem is vernoemd.
Het uit bossen en weiden bestaande park is rijk aan diverse vogelsoorten.